# سوزی اتوود
سوزی اتوود (به انگلیسی: Susie Atwood) (زادهٔ ۵ ژوئن ۱۹۵۳) شناگر اهل ایالات متحده آمریکا است.